# لام سوئت
لام سوئت (چینی: 林雪؛ انگلیسی: Lam Suet؛ زادهٔ ۸ ژوئیه ۱۹۶۴) خواننده و بازیگر اهل چین است.
از فیلم‌ها یا برنامه‌های تلویزیونی که وی در آن نقش داشته است، می‌توان به جادوگر و مار سفید، مثلث، حادثه شینجوکو، انتخابات، خدای آشپزی، راهب و حادثه اشاره کرد.